# The Blue Envelope Mystery
The Blue Envelope Mystery er en amerikansk stumfilm fra 1916 af Wilfrid North.

## Medvirkende
- Lillian Walker som Leslie Brennan.
- John Drew Bennett som Ewen Kennedy.
- Bob Hay som Harry Heath.
- Charles Kent som Bob.
- Josephine Earle som Miss Lacy.